# Півень у вині
Пі́вень у вині́ (фр. coq au vin, «кок-о-вен») — національна французька страва.
Вісімдесят два найвідоміші та найкращі у Франції метри-кулінари, серед яких — Алан Дютурньє (Alan Dutournier), Анрі Фожерон (Henri Faugeron), Поль Бокюз (Paul Bocuse) — одностайно називають coq-au-vin — «півня у вині» — у першій десятці найголовніших французьких страв поряд з гусячою печінкою «фуа-гра», пате, потафе, буябес, айолі та іншими стравами.

## Історія та легенда
Coq au vin — типова французька селянська страва, яка в наші часи набула статусу культової. Водночас з тим, коли «півень у вині» перекочував з сільської хатини в дорогі паризькі ресторани, з'явилася легенда про найдавніше походження цієї страви. Оскільки у Франції є головна точка відліку — нашестя римлян, то і славетний півень, виявляється, міг прикрашати стіл Юлія Цезаря. Легенда свідчить, що страву французької кухні coq au vin винайшов кухар Юлія Цезаря, коли підкорені галли вирішили поглузувати і прислали йому у подарунок жилавого старого півня, але жвавого та агресивного, щоб продемонструвати зневагу і непокірність гальського племені. Мудрість полягала в тому, що такому подарунку знайшли правильне застосування. Одного дня під час перепочинку між боями Цезар запросив главу поселення розділити з ним трапезу, за якою була подана відмінна страва — ласі шматки птиці, занурені в маслянистий червоний соус. Після свята поважний гість запитав у Цезаря яким заморським птахом його пригощали і отримав відповідь, що це був півень, маринований у червоному вині і тушкований на повільному вогні. Якщо виринути з оманливих глибин історії, то доведеться визнати: до початку XX століття мало хто у Франції чув про coq au vin. Перший письмовий рецепт страви, наскільки відомо, з'явився в 1913 році. Але в наступні десятиліття «півень у вині» отримав надзвичайну популярність, поки не набув статусу загальнонаціональної кулінарної святині. Прийнято відносити coq au vin до бургундської кухні на тій підставі, що для його приготування частіше використовують бургундське вино. Насправді багато інших регіонів Франції вважають coq au vin своєю споконвічною стравою, а в Ельзасі coq au vin взагалі готують з білим вином — і теж виходить дуже смачно. Ідея цієї страви полягає в тому, що повільне тушкування в червоному вині дозволяє розм'якшити жорстке м'ясо півня. У наші дні для coq au vin важко знайти справжнього сільського півня. У туристичних закладах всього світу coq au vin готують з бройлерних курчат, що, звичайно ж, перекручує саму ідею страви.

## Приготування
У Франції існує велика кількість рецептів тушкування курячого м'яса у вині, в кожному виноробному регіоні є щонайменш один власний рецепт. Рецепти розрізняються не тільки за назвою, яка дається згідно з використовуваним в приготуванні вином, а й за відповідним ароматом. Вважається, що батьківщиною цієї страви є Бургундія, тому півень у вині по-бургундськи вважається класичним рецептом coq au vin. Для coq au vin потрібна ціла тушка. Не можна приготувати справжню страву, наприклад, з ніжок. У класичних рецептах обов'язковим є додавання міцного алкогольного напою місцевого виробництва. Для coq au vin не можна використовувати дешеве вино невисокої якості, це повинна бути та ж марка, що і подається за столом. Coq au vin зазвичай сервірують із багетом. Є також деякі загальні рекомендації. Оскільки ця страва містить вино і винний оцет, то його не можна готувати в казані або будь-якому іншому чавунному або алюмінієвому посуді без покриття. Кислота у вині вступає в реакцію із залізом і вся страва набуває брудно-сірого кольору. Ця страва може називатися coq au Chambertin, coq au riesling або coq au «якесь інше вино», яке використовують для приготування. М'ясо готується або з білим або з червоним вином, але типовіше з червоним. У Франції його доповнюють тільки картоплею з петрушкою; можна включити зелені боби з вершковим маслом. Подають з молодим насиченим червоним вином, наприклад, Бургундським, Божоле або Cotes du Rhone.

## Цікаві факти
- Спокусник (нім. Kokowääh (від coq au vin) — німецька комедія режисера і виконавця головної ролі Тіля Швайгера, яка вийшла в 2011 році. В оригіналі фільм називається «Kokowääh». Це німецька транслітерація французького coq au vin, що позначає страву «півень у вині» в прямому значенні, або в переносному — ловеласа, для якого позначена страва є одним з методів зваблювання.
- «Півень у вині, або Гастрономічні спогади дипломата» (рос. «Петух в вине, или Гастрономические воспоминания дипломата») — мемуари радянського та російського дипломата Юрія Котова[ru].
- «Півень у вині» є однією з найпопулярніших страв на французькому святі молодого вина у ніч на третій четвер листопада.
- Відомо, що Жорж Сіменон описав дружину комісара Мегре, як майстра з приготування «півня у вині»[3].